# Lepiesy
Lepiesy (biał. Лепесы) – część wsi Kaszyńce na Białorusi, w obwodzie grodzieńskim, w rejonie brzostowickim, w sielsowiecie Brzostowica. 
W dwudziestoleciu międzywojennym wieś leżała w Polsce, w województwie białostockim, w powiecie grodzieńskim, w gminie Brzostowica Wielka.
Według Powszechnego Spisu Ludności z 1921 roku zamieszkiwało tu 108 osób, 3 były wyznania rzymskokatolickiego a 105 prawosławnego. Jednocześnie 3 mieszkańców zadeklarowało polską przynależność narodową a 105 białoruską. Było tu 16 budynków mieszkalnych.